# Batte Sahlin

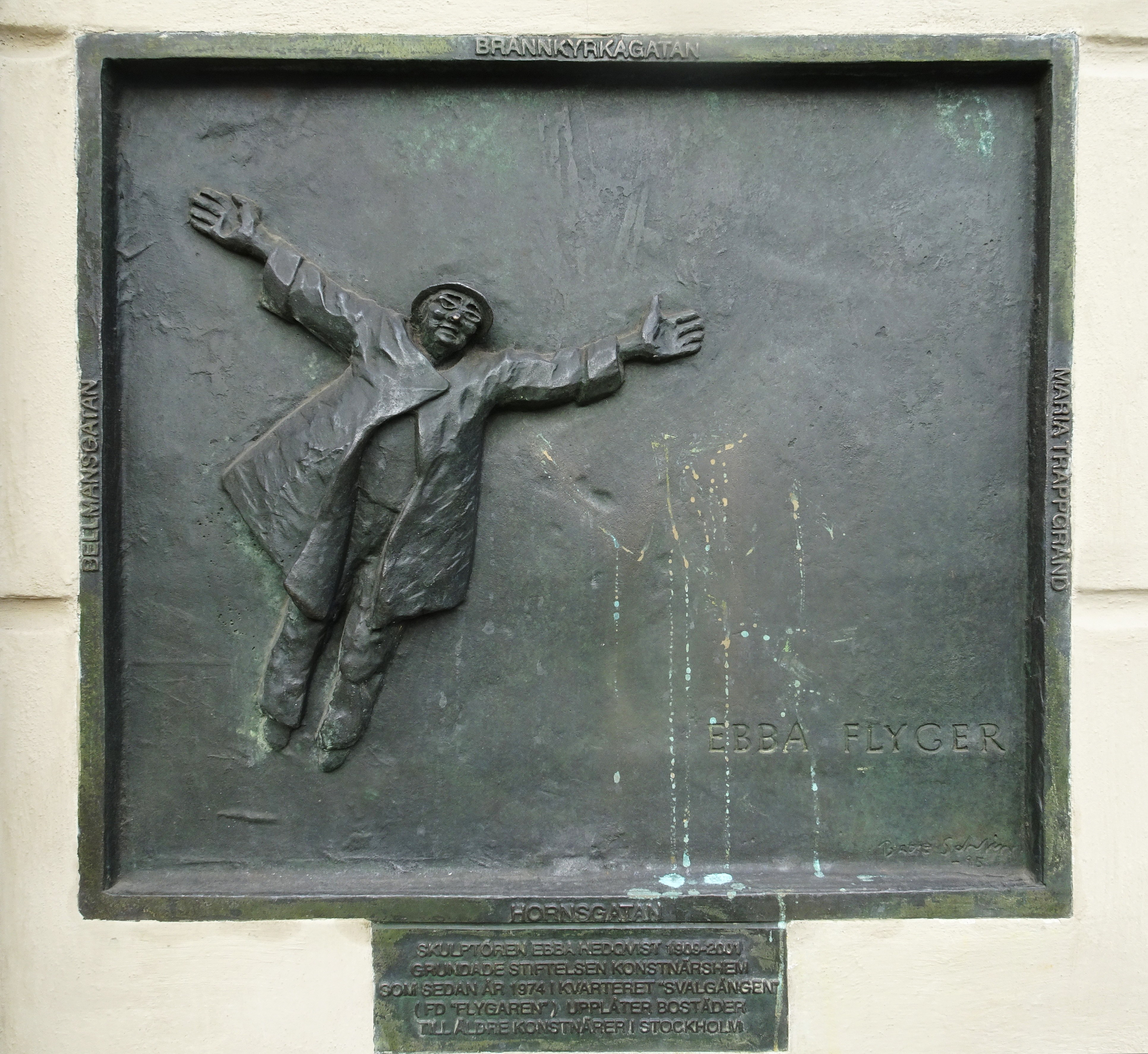
Minnestavla "Ebba Flyger" av Batte Sahlin visande Ebba Hedqvist.

Per Bertil Batte Sahlin, född 17 juni 1929 i Åre, är en svensk målare och skulptör. Han är son till Peter Sahlin, far till Jesper Nordin samt bror till Paul Sahlin, Margareta Christensson och Urban Sahlin. 
Sahlin debuterade på Galleri Prisma i Stockholm 1962. Han är representerad på Moderna museet, Nationalmuseum, (Statens porträttsamlingar på Gripsholms slott), Jämtlands läns museum, Sundsvalls museum, Statens konstråd, Stockholms stads samlingar, Örebro läns landsting  samt i många landsting. 
Offentliga utsmyckningar: korridormålningar i Solberga sjukhus, skulpturer i trä, koppar och täljsten i Huså, väggmålning i Huså, Åre kommun, bronsrelief i Ocke, målade träreliefer på entrèn till Jämtlands läns museum – Jamtli i Östersund.
Sahlin arbetar parallellt med skulptur och måleri. Han fick 2006 A. Th. Sandbergs akvarellpris från Kungliga Akademien för de fria konsterna med motiveringen För koloristiskt rika och vitala akvareller vilkas framtoning ibland närmar sig det monumentala.
Under åren 1968–1980 arbetade han även med Teater Narren i Stockholm, och har också varit verksam inom filmen. Sahlin spelade flera roller i TV-serien Huset Silfvercronas gåta som sändes 1974.